# Apolonio Méndez Meneses
Apolonio Méndez Meneses (San Martin Texmelucan de Labastida, Puebla, México; 9 de febrero de 1946) es un ingeniero y político mexicano, miembro del Partido Acción Nacional, fue diputado federal por el V Distrito Electoral Federal de Puebla a la LX Legislatura.
Es ingeniero químico y licenciado en Derecho por la Universidad Autónoma de Puebla y tiene una maestría en Administración de Empresas por la Universidad de las Américas, Puebla.
De 1987 a 1990 fue presidente municipal de San Martín Texmelucan, Puebla, ha sido diputado federal a la LVI Legislatura y senador por su estado durante unos meses en 2004 al pedir licencia el propietario, Francisco Fraile García.